# Saint-Léger-la-Montagne
Saint-Léger-la-Montagne ist eine Gemeinde in Frankreich. Sie gehört zur Region Nouvelle-Aquitaine, zum Département Haute-Vienne und zum Arrondissement Limoges. Die Ortschaft wurde 2015 zum Kanton Ambazac geschlagen. Die Nachbargemeinden sind Bersac-sur-Rivalier im Norden, Saint-Sulpice-Laurière im Nordosten, La Jonchère-Saint-Maurice und Saint-Laurent-les-Églises im Südosten, Ambazac im Süden, Saint-Sylvestre im Südwesten und Razès im Westen.

## Geschichte
Um 1100 wurde in Saint-Léger-la-Montagne ein Grammontenserpriorat gegründet. Der diesem zugeordnete Name „Sauvagnac“ ist nicht mit Sicherheit nachgewiesen.
1829 wurde die bisher eigenständige Gemeinde Saint-Pierre-la-Montagne nach Saint-Léger-la-Montagne eingemeindet.

### Bevölkerungsentwicklung
| Jahr      | 1962 | 1968 | 1975 | 1982 | 1990 | 1999 | 2008 | 2013 |
| --------- | ---- | ---- | ---- | ---- | ---- | ---- | ---- | ---- |
| Einwohner | 501  | 474  | 423  | 392  | 365  | 342  | 309  | 332  |

## Sehenswürdigkeiten
- romanische Brücke über dem Couze, Monument historique
- Kirche Saint-Pierre, Monument historique

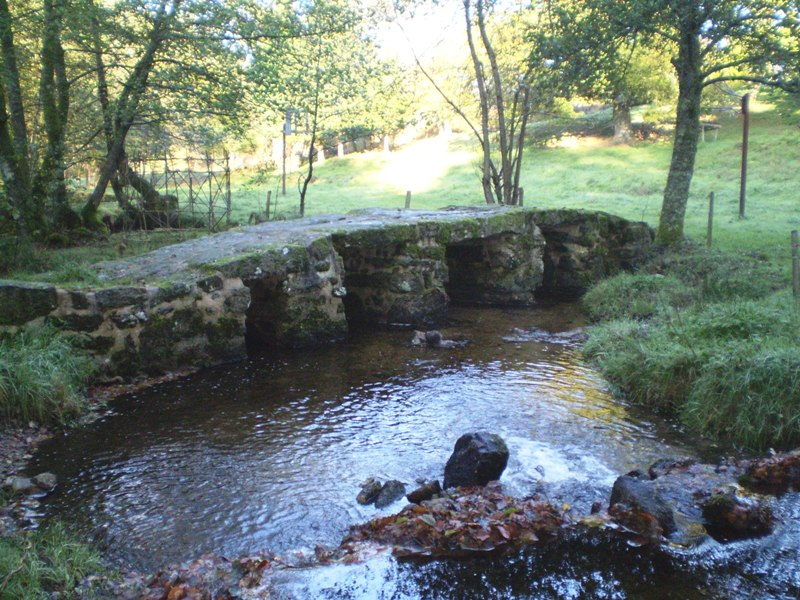
Romanische Brücke
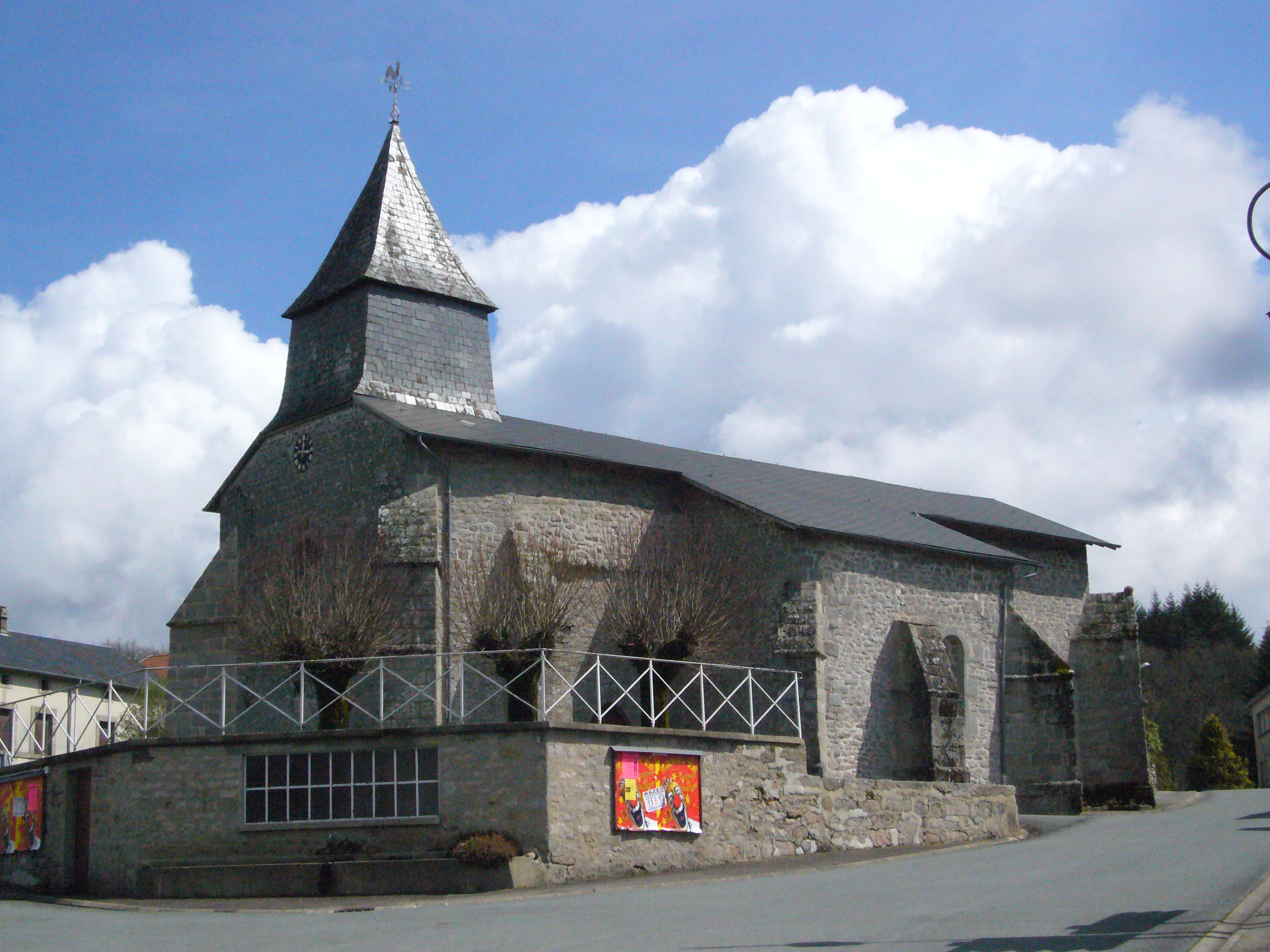
Kirche Saint-Pierre